# Agrotis agenjoi
Agrotis agenjoi là một loài bướm đêm trong họ Noctuidae.